# Topomyia pseudoleucotarsis
Topomyia pseudoleucotarsis är en tvåvingeart som beskrevs av Thurman 1959. Topomyia pseudoleucotarsis ingår i släktet Topomyia och familjen stickmyggor.
Artens utbredningsområde är Thailand. Inga underarter finns listade i Catalogue of Life.